# デボラ・ディオニシウス
デボラ・アナイ・ディオニシオウス（Debora Anahi Dionicius、1988年3月19日 - ）は、アルゼンチンの女子プロボクサーである。エントレ・リオス州ビリャグアイ出身。元IBF女子世界スーパーフライ級王者。元WBO女子世界スーパーバンタム級王者。

## 来歴
2011年3月19日、コルドバ州ラ・カルロータでナタリア・バネッサ・ロペスと対戦し、3-0（40-36×2、40-36.5）の判定勝ちを収めデビュー戦を白星で飾り、自身の23歳の誕生日を勝利で祝った。
2012年5月5日、地元ビリャグアイでステファニー・ビスキアッソと南米女子スーパーフライ級王座決定戦を行い、3-0（100-90×3）の判定勝ちを収め王座獲得に成功した。 
2012年11月24日、ビリャグアイでミッシェル・プレストンとIBF女子世界スーパーフライ級王座決定戦を行い、3-0（100-90×2、99-91）の判定勝ちを収め王座獲得に成功した。 
2013年4月13日、パラナ でガブリエラ・ブービエと対戦し、3-0（99-91、100-90×2）の判定勝ちを収め初防衛に成功した。
2013年7月6日、ビリャグアイでマリッサ・ジョアンナ・ポルティージョと対戦し、3-0（100-90、99-91、98-92）の判定勝ちを収め2度目の防衛に成功した。
2013年9月7日、ブエノスアイレスのエスタディオ・ルナ・パルクでオルガ・フリオと対戦し、3-0（100-88、99-88、99-89）の判定勝ちを収め3度目の防衛に成功した。
2013年12月20日、 ブエノスアイレスでグアダルーペ・マルティネスと対戦し、3-0（100-90×3）の判定勝ちを収め4度目の防衛に成功した。
2014年3月29日、ブエノスアイレスでネイシ・トーレスと対戦し、4回1分43秒TKO勝ちを収め5度目の防衛に成功した。
2014年10月18日、ブエノスアイレスでマリア・マグダレナ・リベラとノンタイトル6回戦を行い、3-0（58-57、58.5-56.5、59-57.5）の判定勝ちを収めた。
2018年9月14日、ホルヘリナ・グアニーニに1-2（94-96×2、96-94）の判定でプロ初黒星を喫し12度目の防衛に失敗、王座から陥落した。
2019年3月2日、ミカエラ・ルハンに0-3（75-79、75.5-79、74-78.5）の判定で敗れ連敗。
2019年11月22日、Virginia Noemiに3-0（58.5-56、59.5-56、58.5-56.5）の判定で勝利して再起。
2021年11月20日、元2階級世界王者マルセラ・アクーニャとWBO女子世界フェザー級暫定王座を争い、3-0（97-93×2、96-94）の判定で勝利し暫定王座獲得。
2022年5月13日、ブレンダ・カラバハルに0-2（94-96×2、95-95）の判定で敗れ暫定王座陥落。
2022年11月11日、Antonella Shirley Molinaに3-0（58-56、60-54、59-55）の判定で勝利。
2022年12月23日、WBO女子世界スーパーバンタム級王座決定戦としてマルセラ・アクーニャと再戦し、3-0（97-93×2、96-94）の判定で勝利し王座獲得。
2023年4月29日、セゴレーヌ・ルフェーブルに0-3（93-97×3）の判定負けで王座陥落。

## 戦績
- 41戦 36勝 6KO 5敗

## 獲得タイトル
- 第2代IBF女子世界ジュニアバンタム級王座（防衛12）
- WBO女子世界フェザー級暫定王座
- 第10代WBO女子世界ジュニアフェザー級王座